# Unidades Femeninas de Protección
Las Unidades Femeninas de Protección, Unidades de Protección Femeninas, o Unidades de Protección de la Mujer (kurdo: Yekîneyên Parastina Jin, YPJ) es una organización militar que fue establecida en 2012 como una brigada femenina kurda para unidades de protección de personas (Yekîneyên Parastina Jin) (YPJ). La YPJ y YPG son «el brazo armado de una coalición kurda que ha tomado el control de facto sobre una buena parte del norte de Siria, región predominantemente kurda», llamada Rojava.
Durante la guerra civil siria, fueron parte del Conflicto Sirio Kurdo-Islamista, Conflicto en el Kurdistán sirio de 2012-2014 y la lucha contra los terroristas del Estado Islámico (ISIL) en la guerra contra Estado Islámico de 2014.

## Historia
La organización creció a partir del movimiento de resistencia kurdo impulsado principalmente por el PKK, la mujer kurda es símbolo de vanguardia dentro del rol de la mujer en el mundo islámico, ya que la mujer es sinónimo de posesión o moneda de cambio, aunque esto difiere en países como Irán; pero esta lucha no es de estos últimos años: En 1993 se llevó a cabo el primer congreso de mujeres del PKK en el que durante 10 días se discutieron problemáticas y políticas a seguir. Dos años después en 1995 se conformó la Unión de Mujeres Libres del Kurdistán y en ese mismo 1995 se creó la primera unidad guerrillera integrada solo por milicianas. Actualmente las YPJ cuentan con campamentos propios y academias formadas por mujeres, aunque esto no implica que las peleas se den por separado y no existan unidades conformadas por hombres y mujeres. A finales de 2014 tenía más de 7000 (10.000 de acuerdo a TeleSUR) luchadoras voluntarias entre los 18 y los 40 años.
No reciben financiamiento de la comunidad internacional y se apoyan únicamente en las comunidades locales, de las cuales reciben suministros y alimentos bajo una administración de cooperativas.
La YPJ se unió a la organización hermana, el YPG, en la lucha contra los grupos que mostraron intenciones de llevar la guerra civil siria a zonas kurdas habitadas. Ha sido objetivo en aumento de los ataques de militantes ISIL y estaban involucradas en la batalla de Kobane.
Tras el triunfo de Rojava las mujeres pusieron en marcha órganos e instituciones manejadas por ellas, hasta el punto de conformar una "policía de mujeres" en Kobanê. Instituciones contra la violencia, grupos de estudio y círculos de discusión política.

## Ayuda extranjera
Reciben financiación de la comunidad internacional, sobre todo por parte de Estados Unidos y Francia. El YPJ y el YPG recibieron 27 paquetes por un total de 24 toneladas de armas pequeñas y municiones, así como 10 toneladas de suministros médicos de los Estados Unidos y el Kurdistán iraquí durante la Batalla de Kobane.

## Operaciones militares en Irak
El grupo tuvo un papel fundamental en el rescate de los miles de yazidíes atrapados en el Monte Sinjar por los combatientes del ISIL en agosto de 2014. Una luchadora dijo: "Tenemos que controlar el área a nosotros mismos sin depender de [el gobierno] ... No nos pueden proteger de la [ISIL], tenemos que protegernos a nosotros mismos [y] defendemos todos ... no importa la raza o religión".

## Ideología
Las YPJ (unidades femeninas de protección, junto con las YPG (Unidades de protección popular) están ligadas al Confederalismo Democrático que busca la autonomía de la región del Kurdistán sirio y son funcionales al "Partido de los trabajadores de Kurdistán" (PKK, Partiya Karkerên Kurdistan, en kurdo) creado por Abdullah "Apo" Öcalan en 1973 dentro de una primera reunión con tan sólo seis miembros. Pero desde 2013 "... los pobladores pidieron una revolución y una "tercera vía" comenzó a crecer. Kurdos, árabes, yesidíes, asirios, turcomanos, armenios, siríacos, y otros pueblos llevan adelante un nuevo sistema basado en la ideología del PKK, y es el PYD (Partido de la Unión Democrática -Partiya Yenketiya Demokratik, en kurdo-) quien impulsa esta política en el norte de Siria. El Confederalismo Democrático (CD) se abre como posibilidad real, pese al estado de guerra y de un bloqueo económico y comercial sobre Rojava, auspiciado principalmente por el Estado turco."
Las YPJ dentro de este marco se han caracterizado como un grupo que lucha por los valores humanos y por dar a la mujer del mundo islámico tradicional la posibilidad de ser un agente de cambio y no verse obligada a pasar el resto de su vida como "propiedad" de un hombre.
El cineasta Kurdo Veisy Altai, creador del documental Nujîn, estuvo en la ciudad de Kobanê donde los escombros y edificios altamente dañados se volvieron parte del cotidiano. "...Dos cosas impactaron a Altai en su estadía en la ciudad: "Que las mujeres eran pioneras y que todos tenían una moral muy alta. Cuando en la noche había combates y se producían algunos muertos y heridos, al día siguiente los guerrilleros seguían de buen humor y con una alta energía..." Todas las y los guerrilleros de las YPJ/YPG coincidían en lo siguiente: "...La lucha contra el Estado Islámico no era solo por Kobanê o por Kurdistán, sino que era por toda la humanidad. Entonces los guerrilleros de las YPG trataban de cuidar y defender los valores de la humanidad."
El grupo había sido elogiado por las feministas por "confrontar las expectativas tradicionales de género en la región" y "la redefinición del papel de las mujeres en los conflictos en la región". Según la fotógrafa Erin Trieb, "las YPJ es en sí mismo un movimiento feminista, aunque no es su misión principal". Ella afirmó que quieren igualdad entre hombres y mujeres, y una parte de por qué se unieron era desarrollar y avanzar en las percepciones sobre las mujeres en su cultura". A su vez las YPJ tienen la proclama en desacuerdo con el capitalismo y una fuerte idea del cuidado y respeto del medioambiente y sus recursos naturales.

## Importancia en la guerra civil siria
Varias agencias de medios kurdos indican que "las tropas del YPJ se han vuelto vitales en la lucha contra el ISIS" en Kobane. Los logros de las YPJ en Rojava han atraído considerable atención internacional como un raro ejemplo de logro femenino en una región en la que las mujeres están fuertemente reprimidas. Las batallas por las toma de Kobanê han sido de admiración mundial e incluso comparadas con la batalla de Stalingrado.